# NGC 513
NGC 513 je galaksija u zviježđu Andromeda.

## Vanjske poveznice
- SEDS: NGC 0513